# Stare Dzieduszyce
Stare Dzieduszyce (niem. Alt Diedersdorf) – wieś w Polsce położona w województwie lubuskim, w powiecie gorzowskim, w gminie Witnica.
Wieś leży na historycznej ziemi lubuskiej. Na pocz. XV w. wieś Dzieduszyce została odnotowana jako przynależna administracyjnie do dekanatu kostrzyńskiego diecezji lubuskiej.
W latach 1975–1998 miejscowość administracyjnie należała do województwa gorzowskiego.

## Nazwa
9 grudnia 1947 r. ustalono urzędową polską nazwę miejscowości – Stare Dzieduszyce, określając drugi przypadek jako Starych Dzieduszyc, a przymiotnik – starodzieduszycki.

## Zabytki
Do wojewódzkiego rejestru zabytków wpisany jest:
- kościół ewangelicki, obecnie rzym.-kat. pw. Narodzenia NMP, z 1870 r.